# Elecciones legislativas de Francia de 1962
Las elecciones legislativas en Francia de la segunda legislatura de la Quinta República se desarrollaron los días 18 y 25 de noviembre de 1962, tras el voto de censura del 4 de octubre que acarreó la disolución de la Asamblea Nacional el 9 de octubre de 1962.

## Resultados
| Partidos y Coaliciones                                       | Partidos y Coaliciones | Partidos y Coaliciones | Primera Vuelta | Primera Vuelta | Segunda Vuelta | Segunda Vuelta | Escaños |
| Partidos y Coaliciones                                       | Partidos y Coaliciones | Partidos y Coaliciones | Votos          | %              | Votos          | %              | Escaños |
| ------------------------------------------------------------ | --- | ---------------------- | -------------- | -------------- | -------------- | -------------- | ------- |
|                                                              | Unión para la Nueva República-Unión Democrática del Trabajo (Union pour la Nouvelle République-Union démocratique du travail) | UNR-UDT                | 5.855.744      | 31.94          | 6.169.890      | 40.36          | 233     |
|                                                              | Movimiento Republicano Popular (Mouvement républicain populaire)                                                              | MRP                    | 1.665.695      | 9.08           | 821.635        | 5.45           | 36      |
|                                                              | Centro Nacional de Independientes y Campesinos (Centre national des indépendants et paysans)                                  | CNIP                   | 1.404.177      | 7.66           | -              | -              | 28      |
|                                                              | Republicanos Independientes (Républicains indépendants)                                                                       | RI                     | 1.089.348      | 5.94           | 1.444.666      | 9.46           | 27      |
| Total Derecha ("Mayoría Presidencial", MRP y CNIP)           | Total Derecha ("Mayoría Presidencial", MRP y CNIP)                                                                            |                        | 10.014.964     | 54.62          | 8.436.191      | 55.27          | 324     |
|                                                              | Partido Comunista Francés (Parti communiste français)                                                                         | PCF                    | 4.003.553      | 21.84          | 3.195.763      | 20.94          | 41      |
|                                                              | Sección Francesa de la Internacional Obrera (Section française de l'Internationale ouvrière)                                  | SFIO                   | 2.298.729      | 12.54          | 2.264.011      | 14.83          | 65      |
|                                                              | Partido Radical (Parti radical)                                                                                               | PR                     | 1.429.649      | 7.79           | 1.172.711      | 7.68           | 44      |
|                                                              | Partido Socialista Unificado (Parti socialiste unifié)                                                                        | PSU                    | 427.467        | 2.33           | 138.131        | 0.90           | 2       |
| Total Izquierda                                              | Total Izquierda |                        | 8.159.398      | 44.50          | 6.770.616      | 44.34          | 152     |
|                                                              | Extrema derecha |                        | 159.429        | 0.87           | 52.245         | 0.34           | -       |
|                                                              | Total |                        | 18.333.791     | 100.00         | 15.208.101     | 100.00         | 465     |
| Abstención: 31.28% (Primera Vuelta); 27.90% (Segunda Vuelta) | |                        |                |                |                |                |         |

## Composición de la Asamblea Nacional
| Grupo        | Miembros | Relacionados | Total | %     |
| ------------ | -------- | ------------ | ----- | ----- |
| UNR-UDT      | 216      | 17           | 233   | 48,34 |
| Socialistas  | 64       | 2            | 66    | 13,69 |
| CD           | 51       | 4            | 55    | 11,41 |
| Comunistas   | 41       | 0            | 41    | 08,51 |
| RD           | 35       | 4            | 39    | 08,10 |
| RI           | 32       | 3            | 35    | 07,21 |
| No inscritos | 13       | -            | 13    | 02,70 |
| Total        | 452      | 30           | 482   | 100,0 |

Mayoría: UNR-UDT + RI
*UNR - UDT : Unión para la Nueva República - Unión Democrática del Trabajo
*CD : Centro Democrático
*RD : Reagrupamiento Democrático
*RI : Republicanos Independientes